# 1998 ON1
1998 ON1 är en asteroid i huvudbältet som upptäcktes den 18 juli 1998 av den tyske amatörastronomen Wolf Bickel vid Bergisch Gladbach observatoriet.
Asteroiden har en diameter på ungefär 9 kilometer och den tillhör asteroidgruppen Dora.